# Dinteranthus inexpectatus
Dinteranthus inexpectatus là một loài thực vật có hoa trong họ Phiên hạnh. Loài này được (Dinter) Schwantes mô tả khoa học đầu tiên năm 1926.